# 量子もつれ顕微鏡
量子もつれ顕微鏡（りょうしもつれけんびきょう）は光学顕微鏡の一種。

## 概要
これまで光学顕微鏡の回折限界を超えるために様々な努力がなされてきた
量子もつれ顕微鏡では互いに相関した光子のペアを光源として用いて、『標準量子限界』という物理学上の限界を超えた感度をもつ。
従来の光学顕微鏡では倍率を上げて光が少なくなるとノイズが増え、光の信号とノイズの大きさが等しくなる『標準量子限界』に達すると識別できなくなるが、『量子もつれ光』を用いれば、この標準量子限界よりも弱い光でも観察が可能になる。

## 特徴
- 他の光学顕微鏡よりも高感度